# Alain Giraud-Ruby
 (septembre 2016).
Si vous disposez d'ouvrages ou d'articles de référence ou si vous connaissez des sites web de qualité traitant du thème abordé ici, merci de compléter l'article en donnant les références utiles à sa vérifiabilité et en les liant à la section « Notes et références ».
Alain Giraud (né le 5 octobre 1938 à Marseille),t Alain Giraud-Ruby depuis la mort de sa mère, Suzanne Ruby Juste de France, en 2009, est un scientifique et un écrivain.
Il publie sous ce nom, aux Éditions Actes Sud, une histoire de l'astronomie, Le Ciel dans la tête, 2010, premier tome d'une trilogie, qui comprend également une histoire des géosciences, TERRE, 2015 et une histoire de la physique, en préparation.

## Biographie
Alain Giraud est l'aîné de dix enfants. Son père, Gilbert Giraud, entre à Air France à la Libération et installe sa famille au gré de ses affectations successives : à Paris en 1946, à New York en 1956 et à Casablanca en 1966.
Après son bac au Lycée français de New York en 1957, Alain part faire des études supérieures à l'université du Michigan à Ann Arbor, licence puis master en 1961 et devient l'ami du jeune Joe Dassin, alors étudiant en ethnologie dans cette même université. Il est l'élève notamment du mathématicien Raoul Bott et du physicien Otto Laporte. C'est le début de l'ère spatiale, et il travaille au laboratoire d'électro-magnétisme de l'université sur l'interprétation des échos radar renvoyés par la Lune et celle des observations radio-astronomiques de la planète Vénus.
À son retour en France, en 1962, après avoir effectué deux ans de service militaire à l'époque des accords d'Évian et de l'OAS, il est recruté au CNET (Centre national d'études des télécommunications) où il conduit pendant une dizaine d'années des recherches sur la haute atmosphère terrestre et les aurores boréales, à l'aide de radars (en France et en Scandinavie) et de fusées-sondes (Hammaguir, Kourou).
En 1975, il quitte la recherche et la thèse de géophysique qu'il a entreprise sous la direction du professeur Yves Rocard pour redémarrer une carrière dans les nouvelles technologies de la communication dont on commence à présager l'ampleur du développement à venir. Alain Giraud marque ce tournant par la rédaction de deux ouvrages qui paraissent en 1978 : l'un récapitulatif, Ionospheric Techniques and Phenomena, avec Michel Petit, D. Reidel, Amsterdam ; l'autre prospectif, Les Réseaux pensants, avec Dominique Wolton et Jean-Louis Missika, Masson.
De la direction scientifique du CNET, puis du Service de la Prospective et des Études Économiques de la Direction Générale des Télécommunications, où il a participé notamment au lancement du projet Minitel, Alain Giraud entre, après l'élection de François Mitterrand en 1981, au cabinet du ministre des PTT Louis Mexandeau. Il fait partie de l'équipe animée par Jérôme Clément, conseiller de Pierre Mauroy, qui libéralise l'audiovisuel, promeut le plan câble, le projet de chaîne à péage (Canal+) et les satellites de télédiffusion.
Alain Giraud sera par la suite Délégué général adjoint à l'Espace auprès du ministre Paul Quilès à partir de 1988, où il est parmi les premiers à avertir le gouvernement français de l'importance politique que vont prendre les enjeux liés au réchauffement climatique, puis conseiller technique du ministre de la Communication Georges Kiejman en 1992, où il s'active pour créer les conditions d'une concurrence à Canal Plus dans le domaine de la télévision payante.
En 1993, Alain Giraud, qui a rejoint France Télécom, retourne aux États-Unis en tant que vice-président de France Telecom North America et s'établit à San Francisco, poste d'observation idéal pour vivre l'effervescence où se prépare l'essor impressionnant de l'Internet. Tout en pilotant les contacts de France Télécom, futur Orange, avec les industries du hardware et du software de la Silicon Valley et l'industrie des contenus à Hollywood, il y trouve l'occasion d'enseigner un cours sur l'histoire des médias à l'université Stanford à Palo Alto, où il reviendra pour un séjour d'un an comme Directeur de l'Institut d'Études Françaises, après avoir pris sa retraite en 1998.
Alain Giraud est titulaire de la médaille du CNES (Centre national d'études spatiales) et chevalier dans l'ordre de la Légion d'honneur.[réf. nécessaire]
Depuis qu'il a pris sa retraite, Alain Giraud a vécu quatre années à Londres avec son épouse, Marie-Noël Plessix-Stourdzé, avant qu'ils ne reviennent s'installer à Paris. Il s'est surtout consacré à la grande histoire de l'astronomie et de la géophysique qu'il a entrepris d'écrire, mais il a publié des traductions de l'anglais et participe activement aux travaux de l'Association pour l'Histoire des Télécommunications et de l'Informatique.
Il a également appris à jouer du violoncelle.

## Ouvrages

### Traductions
- Jours heureux dans les années noires d'Ernst Pawel, Flammarion, 2006.
- La Vénus de Cnide d'Oktay Sönmez, Le Quintelaud, 2010.
- Cadeau pour Dorothy de Joe Dassin, Flammarion, 2013.

### Livres
- Ionospheric Techniques and Phenomena, D. Reidel, Amsterdam, 1978
- Les Réseaux pensants. Télécommunication et société, Masson, 1978
- Le ciel dans la tête. Une histoire de l'astronomie, Actes Sud, 2010
- Terre. Une histoire des sciences de la planète, Actes Sud, 2015

### Articles de presse
- Le Monde, 25 janvier 2009 : Obama entre science et religion
- Le Monde, 15 mai 1997 : Ouvrir vite le capital de France Telecom
- Le Monde, 3 novembre 1992 : Ne tirez pas sur le " plan câble " !
- Le Monde, 25 novembre 2015 : Sciences du climat, les querelles éternelles.